# Serviciul Vamal al Republicii Moldova
Serviciul Vamal este o instituție din sistemul organelor de drept și de securitate a statului Republica Moldova avînd misiunea de a  asigura securitatea economică a țării prin colectarea eficientă a taxelor și impozitelor, combaterea fraudelor vamale, facilitarea comerțului internațional și protejarea societății, aplicînd uniform și imparțial legislația vamală.